# 慶應義塾大學醫院
慶應義塾大學醫院（日语：／）位於日本東京都新宿區信濃町35番地，是慶應義塾的教學醫院。簡稱慶應醫院或慶大醫院。

## 概要

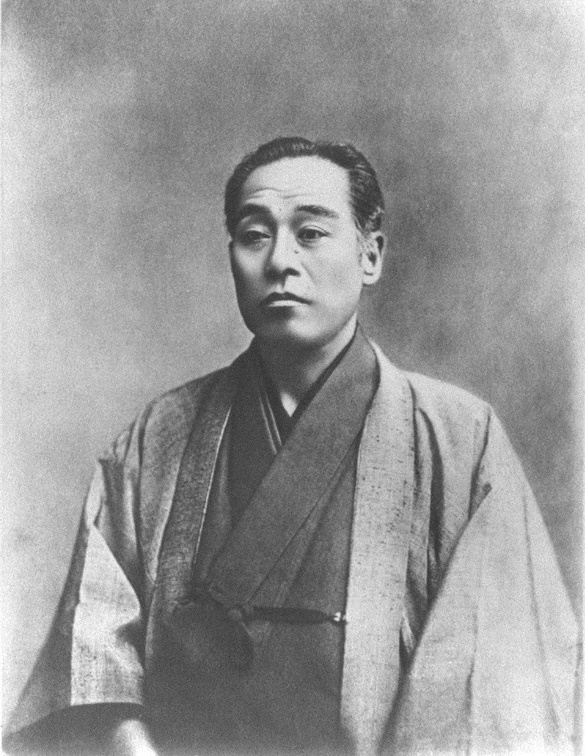
福澤諭吉

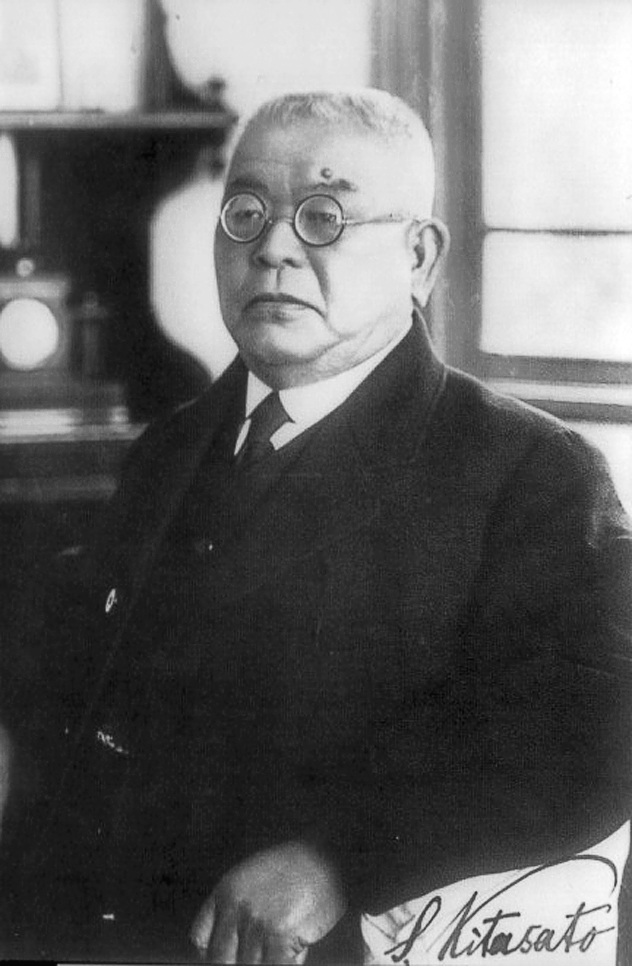
北里柴三郎

1920年（大正9年）開院，首任院長為知名醫學學者北里柴三郎。
2017年度統計。門診患者總人數為827,113人，平均一日門診人數3,086人。入院患者總人數為286,188人，平均一日入院人數784人。急救患者人數17,056人。
在日本是頗具盛名的醫院，曾有多位名人如石原裕次郎、夏目雅子、藤子不二雄、岡本太郎、遠藤周作、田中角榮、坂井泉水等在本院治療。
十分積極引進醫療機器人，2000年3月成為亞洲首次使用手術用機器人「達文西」的醫院。
2009年（平成21年）完成世界首次複雜性心臟畸形兒童生體肝臟移植手術。
2013年（平成25年），岡野榮之教授以再生內耳細胞的方式恢復聾鼠聽力。
作為在國際標準臨床研究等方面發揮核心作用的國內核心醫院，厚生勞動省將本院列為「臨床研究中核醫院」。

## 交通方式
- 東日本旅客鐵道（JR東日本）中央·總武線（各站停車）信濃町站步行1分[7]
- 都營地下鐵大江戶線國立競技場站A1口步行5分
- 東京地下鐵丸之內線四谷三丁目站1號口步行15分
- 東京地下鐵銀座線、半藏門線青山一丁目站0號口步行15分
- 都營巴士品97系統「信濃町站前」下車步行2分

## 沿革
- 1858年（安政05年）：福澤諭吉於江戶築地鐵砲洲開設蘭學塾（慶應義塾的起源）。
- 1873年（明治06年）：開設醫學所（1880年廢校）。
- 1917年（大正06年）：招聘北里柴三郎開設醫學科預科[8]。
- 1919年（大正08年）：四谷區西信濃町開設新校舍，醫學学科本科開始授業。
- 1920年（大正09年）：開設醫學部。成立慶應醫學會。慶應義塾大學醫院開院。
- 1921年（大正10年）：《慶應醫學》創刊（目前休刊中）[9]
- 1923年（大正12年）：關東大地震後進行救護活動。
- 1929年（昭和04年）：預防醫學教室竣工。
- 1932年（昭和07年）：別館病棟竣工。
- 1945年（昭和20年）：空襲造成醫院本館、基礎醫學教室等六成建物燒毀。
- 1948年（昭和23年）：病院本館竣工。
- 1950年（昭和25年）：開設厚生女子學院開設。
- 1952年（昭和27年）：「ほ」號病棟（之後的臨床研究棟）竣工。『The Keio Journal of Medicine（KJM)』創刊[9]。
- 1953年（昭和28年）：「に」號病棟（之後的6號棟）竣工。
- 1954年（昭和29年）：特別病棟（之後的7號棟）竣工。
- 1963年（昭和38年）：中央棟竣工。
- 1965年（昭和40年）：1號棟竣工。
- 1973年（昭和48年）：龜谷紀念伊勢慶應醫院由慶應義塾管理（翌年改稱慶應義塾大學伊勢慶應醫院）。
- 1977年（昭和52年）：月瀨復健中心竣工（2011年閉院）[10]。
- 1987年（昭和62年）：新棟竣工。
- 1990年（平成02年）：2號棟改建為臨床研究棟。
- 1994年（平成06年）：獲得特定機能醫院（日语：特定機能病院）認證。
- 2003年（平成15年）：伊勢慶應醫院閉院。
- 2011年（平成23年）：東日本大震災後派遣救援醫療團前往災區[11]。
- 2012年（平成24年）：南棟（3號館）竣工。
- 2017年（平成29年）：獲得臨床研究中核醫院認證。
- 2018年（平成30年）：新病院棟竣工[12]（臨床研究棟、6號棟、7號棟拆除）。
- 2020年（令和02年）：開院100周年。

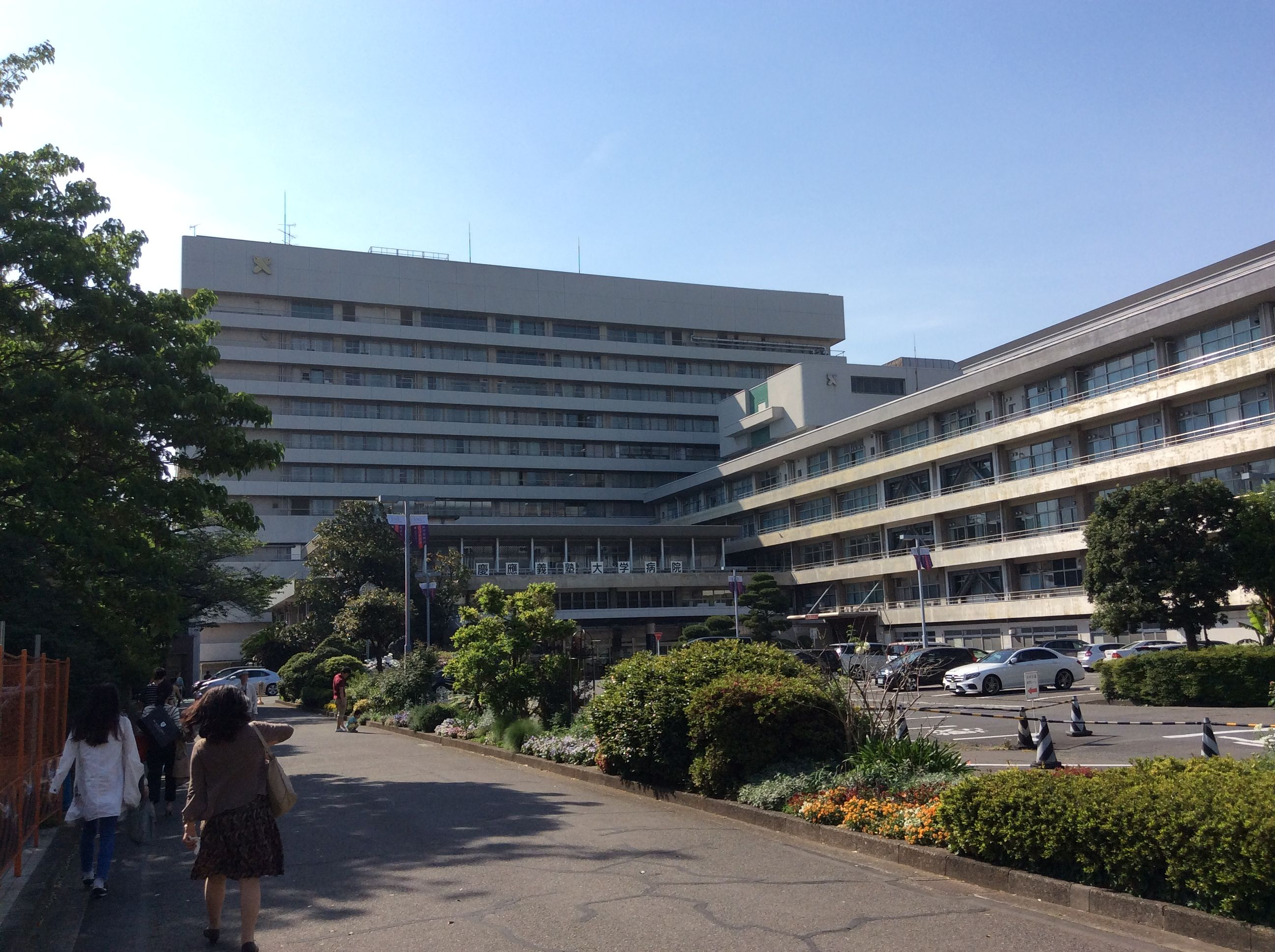
醫院外觀（2018年4月22日）
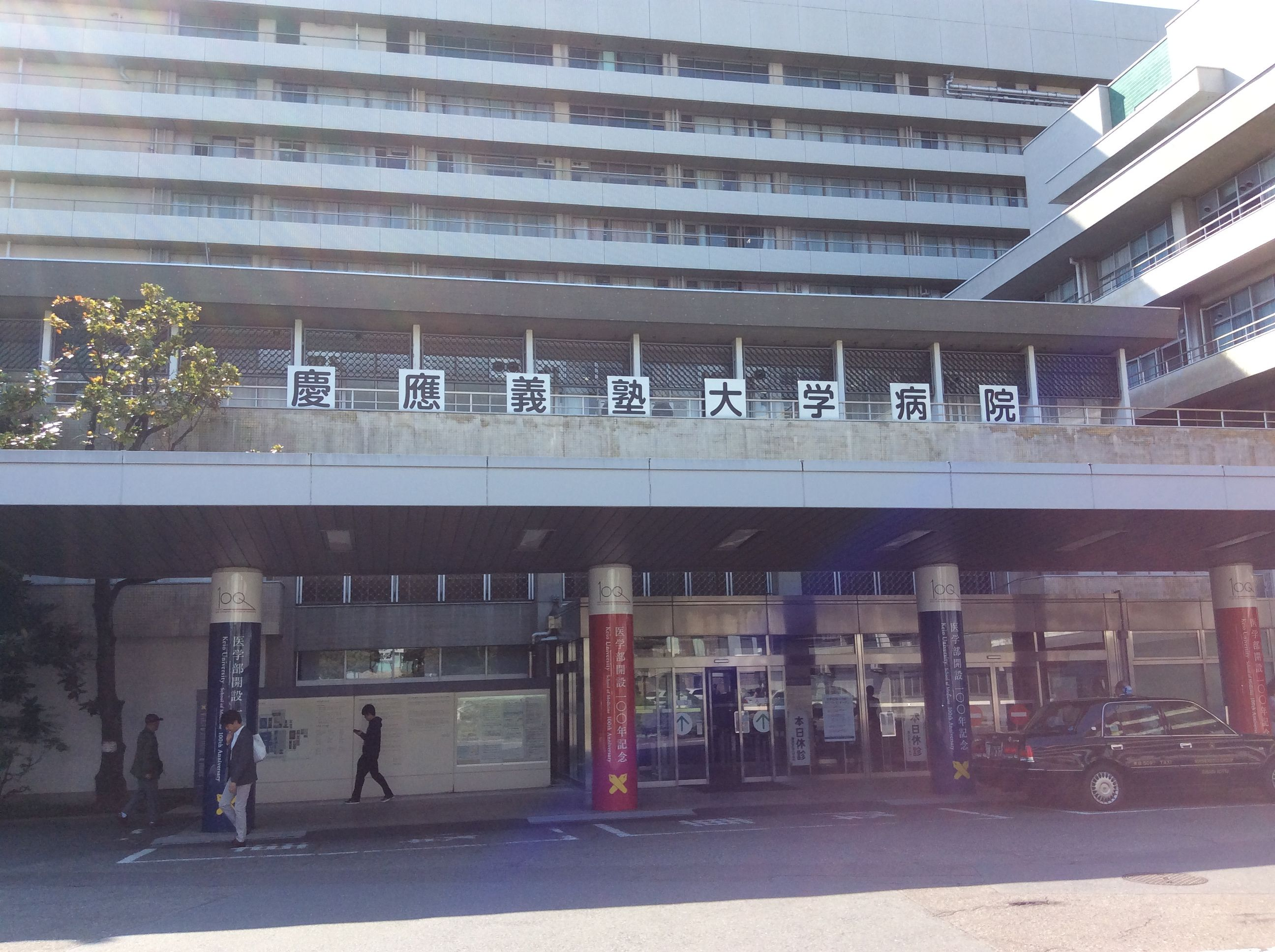
門診入口（2018年4月22日）
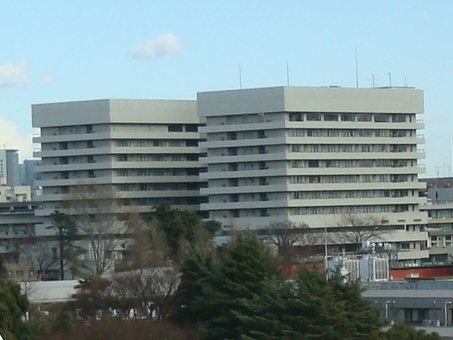
慶應醫院（新棟）

## 指定設施
- 臨床研究中核醫院[6]
- 保險醫療機關（日语：保険医療機関）
- 特定機能喔院（日语：特定機能病院）
- 愛滋病治療據點醫院（日语：エイズ治療拠点病院）
- 救急指定醫院（日语：救急指定病院）
- 災害據點醫院（日语：東京都災害拠点病院）
- 勞災保險（日语：労働者災害補償保険）指定醫療機關
- 指定自立支援醫療機關（更生醫療、育成醫療、精神通院醫療）
- 精神保健指定醫師（日语：精神保健指定医）配置醫療機關
- 生活保護法指定醫療機關（日语：生活保護法指定医療機関）
- 結核指定醫療機關（日语：結核指定医療機関）
- 指定養育醫療機關（日语：指定養育医療機関）（未熟児医療）
- 原子彈被害者一般疾病醫療處理醫療機關（日语：原子爆弾被害者一般疾病医療取扱医療機関）
- 公害醫療機關
- 母體保護法指定醫師（日语：母体保護法指定医）配置醫療機關
- 臨床研修指定醫院（日语：臨床研修指定病院）
- 外國醫師（齒科醫師）臨床修練指定醫院（日语：臨床修練指定病院）
- DPC對象醫院（日语：DPC対象病院）
- 指定療育機關
- 小兒慢性特定疾患治療研究事業（日语：小児慢性特定疾患治療研究事業）委託醫療機關
- 地域周產期母子醫療中心（日语：周産期母子医療センター）

## 診療科等
- 內科系
  - 呼吸科
  - 心臟科
  - 消化內科
  - 腎臓·內分泌·代謝內科
  - 神經內科
  - 血液內科
  - 風濕·膠原病內科
  - 綜合診療科
  - 小兒科
  - 精神·神經科
- 外科系
  - 一般·消化外科
  - 呼吸外科
  - 心臓血管外科
  - 腦神經外科
  - 小兒外科
  - 骨科
  - 整形外科
  - 麻醉科
  - 產科
  - 婦科
  - 眼科
  - 皮膚科
  - 泌尿器科
  - 耳鼻咽喉科
- 放射線治療科
- 放射線診斷科
- 牙科·口腔外科
- 復健科
- 救急科
- 臨床檢査科
- 病理診斷科
- 專門門診
  - 記憶診所（メモリークリニック）
  - 第二意見（日语：セカンドオピニオン）門診
  - 感染症門診

- 診療設施部門
  - 預防診療中心
  - 血液淨化·透析中心
  - 内視鏡中心
  - 腫瘤中心
  - 輸血·細胞療法中心
  - 運動醫學綜合中心
  - 漢方醫學中心
  - 臨床遺傳學中心
  - 免疫統括醫療中心
  - 緩和照護中心
  - 手術·血管造影中心
  - 集中治療中心
  - 救急中心
- 集中治療部門
  - IBD中心
  - 記憶中心
  - 周產期·小兒醫療中心
  - 母斑症中心
  - 乳房中心
  - 生殖中心
  - 疼痛診療中心
  - 骨轉移診療中心
  - 肉瘤·黑色素瘤中心
  - 顱底中心
  - 過敏中心
  - 臓器移植中心
  - 小兒頭蓋顔面（顱骨）中心
  - 性分化疾患（DSD）中心
  - 糖尿病先制醫療中心
- 臨床研究·教育部門
  - 臨床研究推進中心
  - 卒後臨床研修中心
- 管理部門·其他
  - 病院情報系統部
  - 醫療安全管理部
  - 感染制御部
  - 患者綜合相談部
  - 醫療連攜推進部
  - 放射線安全管理室
  - 百壽綜合研究中心
  - 健康情報廣場
  - 醫事統括室

## 先進醫療
2021年為止已實施以下先進醫療。
- 抗惡性腫瘤藥物治療的耐藥基因檢測
- 紫杉醇靜脈給藥（一週一次）及卡鉑腹腔內給藥（三週一次）合併療法－上皮性卵巢癌、輸卵管癌或原發性腹膜癌
- 腹腔鏡下前哨淋巴結活體組織切片－早期胃癌
- 在初次皮質類固醇治療中加入Clopidogrel、Pitavastatin及Tocopherol acetate合併投藥抑制股骨頭壞死－全身性紅斑狼瘡（僅限進行初次皮質類固醇治療的病患。）
- 帝盟多用量強化療法－膠質母細胞瘤（僅限於初次發作初次治療後復發或惡化的患者 。）
- 羥氯奎寧療法－類風濕性關節炎（僅限於使用現有合成抗風濕病藥物治療無法讓DAS28小於2.6的患者。）（日本國內唯一）
- 氫氣吸入療法－心跳停止後症候群（僅限於院外心跳停止後在院外或急診科自行恢復心跳，及心因性心跳停止。）
- 賀癌平靜脈投藥及歐洲紫杉醇靜脈投藥併用療法－乳房外柏哲德氏病（HER2陽性且難以切除的進行性癌，及術後復發或移轉。）（日本國內唯一）
- 重覆經顱磁刺激療法－藥物療法無效的雙極性疾患
- Imatinib口服給藥及Pembrolizumab靜脈給藥併用療法－進行期惡性黑色素瘤（僅限有KIT基因變異，原有治療法具有抵抗性之患者。）（日本國內唯一）
- 抗腫瘤自體淋巴細胞移入療法－子宮頸癌（僅限無法切除或術後復發，對鉑金製劑有抵抗性之患者。）（日本國內唯一）

## 事件、醜聞

### 嚴重特殊傳染性肺炎感染
- 2020年（令和2年）
  - 3月27日，東京都廳公布47人確診嚴重特殊傳染性肺炎。其中10人是群聚感染的永壽綜合醫院（日语：ライフ・エクステンション研究所付属永寿総合病院）患者，該院相關感染者達25人。慶應大學醫院有三名男性患者確診，他們與永壽綜合醫院19日轉入的確診個案住在同一間病房[14]。
  - 3月28日，永壽綜合醫院的病患持續爆發群聚感染並且不斷擴大[15]。
  - 4月2日，都內新增確診人數達92人。其中超過30人以上是來自於永壽綜合醫院與慶應大學醫院的院內感染[16]。
  - 4月7日，實習醫師爆發群聚感染。3月31日有一名實習醫師確診，99名實習醫師在家隔離，其中18人在檢測後確診。另外還爆出有40名實習醫師在自肅要請期間聚餐[17]。

## 外部連結
- 慶應義塾大學醫院 （页面存档备份，存于）